# Halcurias carlgreni
Halcurias carlgreni är en havsanemonart som beskrevs av McMurrich 1901. Halcurias carlgreni ingår i släktet Halcurias och familjen Halcuriidae. Inga underarter finns listade i Catalogue of Life.